# The Adventures of Batman & Robin
The Adventures of Batman & Robin è un videogioco del 1994 basato sulla popolare serie di fumetti DC Batman e Robin e si concentra sulla serie Batman: The Animated Series (rinominata The Adventures of Batman and Robin per la seconda stagione di produzione). Ci sono state numerose versioni del gioco per le maggiori console casalinghe disponibili all'epoca, quali Genesis, Game Gear, e Sega CD pubblicate dalla SEGA e Super NES pubblicata dalla Konami.

## Versione SNES
Sviluppata e pubblicata da Konami, questa versione presenta livelli ispirati agli episodi della serie animata: Batman affronterà numerosi scagnozzi in luoghi come parchi di divertimento e altri rifugi. Nintendo Power criticò la presenza troppo inattiva di Robin (la serie animata era in andamento all'epoca e Robin non era ancora tra i personaggi principali). Il gioco è per lo più gradito per la fedeltà alla serie animata e alle sue atmosfere e personaggi.

### Personaggi
I seguenti malvagi della serie animata appaiono come boss di fine livello:
- Joker[* 1]
- Poison Ivy
- Pinguino[* 1]
- Catwoman[* 1]
- Due Facce
- Spaventapasseri[* 1]
- Enigmista
- Clayface[* 2]
- Man-Bat[* 2]

1. 1 2 3 4  È un boss secondario nell'ultimo livello
2. 1 2  Solo nell'ultimo livello The Gauntlet

Harley Quinn è un cameo e non la si affronta direttamente. Robin ed altri personaggi secondari fanno da supporto al protagonista.
- Alfred Pennyworth
- Summer Gleeson
- James Gordon
- Barbara Gordon

### Meccanica di gioco
Il protagonista è Batman e lo si comanda lungo numerosi livelli ricchi di piattaforme su cui saltare e nemici da affrontare. Ognuno dei livelli si distingue copiosamente dall'altro, dati i numerosi dettagli variegati con cui sono stati preparati.
Si possono utilizzare strumenti variegati come bombe, lenti a raggi-x, rampini e così via. Alcuni strumenti sono fondamentali per terminare un livello. Si può tornare alla Batcaverna ogni qualvolta si voglia per continuare un livello lasciato interrotto per mancanza dello strumento adeguato. Le vite e l'energia vengono ripristinate al massimo quando il livello viene ricominciato daccapo.
Il gioco offre delle password che cambiano in base a quanto bene si è completato un livello. La modalità difficile obbliga il giocatore a terminare il gioco in successione, avendo decurtato il sistema di salvataggio via password.

## Versione Mega Drive/Genesis
La versione Genesis vede Batman e Robin fermare Mr. Freeze che vuole gelare Gotham City e costui libera dall'Arkham Asylum il Joker, il Cappellaio Matto e Due Facce, ognuno con i propri scopi ed interessi: il Joker festeggia il compleanno derubando gioielli, Due Facce tenta di conquistare la città dall'alto e il Cappellaio Matto costruisce i propri robot nel suo rifugio surreale.
Si possono giocare entrambi i personaggi simultaneamente e sono identici tecnicamente, con stessi strumenti e combinazioni. Ci sono quattro livelli divisi in più scenari, tutti di tipo picchiaduro a scorrimento, meno che la battaglia contro il boss di fine livello, in cui il genere cambia in sparatutto a scorrimento con il Bat-plano.
Il gioco è riconosciuto dalla comunità videoludica per la sua eccellente qualità visiva e sonora - la maestria del danese Jesper Kyd è giova sia alla musica sia agli effetti sonori - e per la sua irritante difficoltà.

### Personaggi e boss
Livello uno: Happy Birthday to Me!
- Harley's Robot
- Harley Quinn
- Joker

Livello due: A Two-Sided Story
- Two-Face's airship (undercarriage)
- Airship
- Two-Face

Livello tre: Tea Time!
- Cheshire Cat robot
- Giant Tweedle-Dum robot
- Cappellaio Matto

Livello quattro: Snow in July?
- Mr. Freeze

## Versione Sega Mega CD
La versione Sega CD consiste in inseguimenti con la Batmobile e il Batplano. Delle scene animate specificamente disegnate per il gioco - disegnate dalla TMS - separano i livelli e danno continuità alla storia. Kevin Conroy (Batman), Loren Lester (Robin), Robert Hastings (James Gordon), Robert Costanzo (Harvey Bullock), Diane Pershing (Poison Ivy), John Glover (l'Enigmista), Arleen Sorkin (Harley Quinn), Mark Hamill (Joker), John Vernon (Rupert Thorne) e Ron Perlman (Clayface) doppiano tutti i personaggi, proprio come nella versione animata trasmessa in televisione.

### Episodio perduto
I sedici minuti animati nel Sega Mega CD spesso sono considerati l'episodio perduto della serie. La qualità d'animazione dei TMS è evidente e gli appassionati considerano questi intermezzi come un episodio rimosso dalla serie, ma ci sono alcune diversità.
- La Warner Bros. Animation non fu coinvolta nella direzione dell'"Episodio Perduto", quindi le bozze non furono disegnate dagli impiegati ordinari.
- I doppiatori recitano le loro frasi da soli e non assieme come durante la produzione dello spettacolo televisivo. Il labiale dei personaggi è basato su frasi doppiate in precedenza come per il cartone, comunque.
- La violenza e la brutalità delle scene sono presenti in quantità maggiore, siccome non era stata applicata la censura della Warner Bros.
- Jesper Kyd non seguì lo stile di Shirley Walker e preferì utilizzare una colonna sonora digitalizzata di genere "synth-rock"
- La qualità audio e visiva delle scene di intermezzo sono leggermente inferiori a quelle della serie animata, date le limitazioni tecnologiche del Sega CD, e i caricamenti per le scene animate sono duraturi.

Le scene animate non hanno ordine logico, siccome sono intrecciate con gli eventi di gioco.